# Peng e i due anatroccoli
Peng e i due anatroccoli (Duck Duck Goose) è un film di animazione del 2018 diretto da Chris Jenkins.

## Trama
Peng è una giovane oca cignoide di carattere sconsiderato e individualista. Infatti, egli ritiene che il lavorare in gruppo lo rallenti solamente, perciò tende sempre a fare le cose di suo conto. Per questo, decide di partire un giorno più tardi del suo stormo, per dimostrare al suo capo Bing e alla figlia di questo Dorothy, della quale è innamorato, ricambiato, i vantaggi del lavorare da soli. Quel giorno, durante una delle sue acrobazie in volo, Peng accidentalmente si scaglia contro un gruppetto di anatroccoli, i quali stanno venendo condotti a un posto detto "Valle del Piacere". A causa di ciò i due fratellini Chi e Chao si separano dal gruppo e vengono presi di mira da un manul di nome Banzou una volta scesa la notte.
Peng ha facilmente la meglio sul felino e lo getta in acqua, per poi farlo divorare da un pesce enorme. Chi e Chao, che hanno assistito alla lotta, passano la notte nel nido di Peng, per poi venire scacciati una volta che questi si accorge di loro. Sfortunatamente Peng, una volta messosi in viaggio, va a sbattere contro un gong, il quale poi gli cade addosso, ferendolo ad un'ala e rendendogli impossibile volare. Peng decide di accompagnare Chi e Chao dal loro gruppo, intendendo in realtà riunirsi con il suo stormo. Tuttavia, Banzou è ancora vivo e si fa dire da Larry, una tartaruga dal guscio molle cinese, che strada hanno preso. I tre giungono in un pollaio, dove i piccoli vengono trattati amorevolmente dalla chioccia. Perciò, Peng, notando che l'ala non gli fa più molto male, decide di lasciarli lì e volare dal suo stormo. Dato che l'ala non è ancora ristabilita, l'oca è tuttavia costretta a proseguire insieme ai due anatroccoli.
Durante una chiacchierata, Peng rivela a Chi che quando lui era un uovo, il suo nido venne razziato e lui rimase solo. Inseguendo Chao in una grotta, al termine di una rocambolesca fuga da Banzou, i tre ritrovano il sentiero inizialmente intrapreso dagli anatroccoli. Tuttavia, Peng, notando la presenza del suo stormo, cerca di riunirvisi, ma non vi riesce dato che non può ancora volare, e incolpa di ciò i due anatroccoli. Dopo di ciò, il gruppo si separa. Chi e Chao si ricongiungono al loro gruppo, mentre Peng incontra Carl, un eccentrico petaurista bianco e rosso, il quale ripara la sua ala. Volando nuovamente, Peng capisce ciò che vuole e decide di tornare indietro a riprendere gli anatroccoli. La "Valle del Piacere" si scopre essere un ristorante di anatra, e, dopo una rocambolesca fuga, Peng riesce a salvare tutti gli anatroccoli. Purtroppo Chi e Chao vengono catturati da Banzou, e dopo uno scontro con Peng, i due anatroccoli legano la sua coda ad un fuoco d'artificio e dopo averlo attivato il loro antagonista viene ucciso dallo scoppio nel cielo. I tre si rimettono in viaggio, e Peng decide di prenderli con sé. Invalido a causa delle ferite riportate, Peng viene trascinato privo di sensi da Chi e Chao, i quali vengono successivamente soccorsi da Dorothy e le altre oche. Dopo di ciò, Peng si rianima e si scusa con Dorothy per non aver mai voluto capire il valore del gruppo e le presenta i due anatroccoli come "suoi figli", mettendo su insieme a lei una vera e propria famiglia.

## Distribuzione
È uscito il 9 marzo 2018 in Cina e il 20 luglio 2018 su Netflix. Il film ha incassato al botteghino 14,9 milioni di dollari.